# Годземба (герб)
Годземба (пол. Godziemba) — польский дворянский герб.

## Описание герба

#### Описание по А.Б. Лакиеру
В красном поле зелёного цвета сосна с тремя на ней ветвями и пятью корнями, две ветви внизу ссечены. В нашлемнике вооружённый муж держит в руке ту же фигуру. Начало этого герба относят к XI веку и изображение объясняют тем, что рыцарь Годземба в войне с моравами, веденной под предводительством краковского воеводы Сецеха, очень удачно защищался от врагов вырванною с корнем сосною.

### Гербовник Царства Польского
Герб Годземба - в щите красного поля, сосна о трёх верхушках и пяти корнях. В навершье шлема воин в броне и остроконечной шапке, с подобною как в щите сосною в правой руке, а левую приложивший к рукояти меча.
Герб Годземба II - в щите горизонтально пересеченным, в верхнем золотом поле белый орел, вправо, с голубым овальным на груди щитом, на коем золотая звезда. В нижней же части, в красном поле, сосна о трех верхушках, с четырьмя корнями. В навершье шлема золотая шестиконечная звезда.

## Герб используют
Абервой (Aberwoj), Августин (Augustyn), из Баб (z Bab, z Baby, de Baby), Бартель (Бартль, Bartel, Bartl, Bart), Басаки (Basak), Басаковы, Блоницкие (Blonicki), Босаковские (Bosakowski), Боуманы (Bouman, Boumann-Zaleski), Бутовцовичи (Butowcowicz), Бутовичи (Butowicz), Бутовтовичи (Butowtowicz, Butowtowicz Mintowt), Буттмановичи (Buttmanowicz), Хасеневичи (Chasieniewicz), Ходоровские (Chodorowski), Цимдальские (Cymdalski), Циндацкие (Cyndacki), Цвалины (Чвалины, Cwalina, Czwalina), Чарноцкие (Czarnocki), Чекановские (Cekanoski, Czekanowski), Чиж (Чиш, Czyz Czysz, Czyz Mintowt), Данеловичи (Danielowicz), Домбровские (Dabrowski), графы и дворяне Домбские (Донмбские, Dambski, Dabski, v. Dambski na Lubrancu), Фалишовские (Faliszowski), Фальковские (Falkowski), Флямские (Flamski), Генсовские (Gesowski), Гедушицкие (Gieduszycki), Геровские (Gierowski), Гловинские (Glowinski), Годебские (Godebski), Годзембы (Godzemba, Godziemba), Голашевские (Golaszewski), Гораевские (Gorajewski), Горжковские (Gorzkowski), Игнатовичи (Ihnatowicz), Иншкевичи (Inszkiewicz), Ямелковские (Jamiolkowski), Йоч (Jocz), Юковские (Jukowski), Юшкевичи (Juszkiewicz, Iuszkiewicz Mintowt), Каплича (Kaplicza), Кобельские (Kobielski), Кобылецкие (Kobylecki), Корженянские (Korzenianski), Ковалевские (Kowalewski), Ковальковские (Kowalkowski), Крептовичи (Kreptowicz), Кретовичи (Kretowicz), Крылинские (Krylinski), Кржевские (Krzewski), Кухарские (Kucharski), Курек (Kurek), Ласкарисы (Laskary, Laskarys), Любчинские (Lubczynski), Любянские (Lubianski), Любранские (Lubranski), Малешевские (Maleszewski), Малиновские, Малишевские (Maliszewski), Минтовты (Mintowt), Нехциановские (Niechcianowski), Нижинские (Nizynski), Оборские (Oborski), Ольшовские (Olszowski), Панцевич (Pancewicz),Паневские (Paniewski), Паркоши (Parkosz), Пашевские (Paszewski), Павловские (Pawlowski), Пуцек (Pucek), Пуневские (Puniewski), Радецкие (Radecki), Русиновичи (Rusinowicz), Русиновские (Rusinowski), Рыжи (Ryży), Сонча (Sacza), Серавские (Sierawski), Скржечинские (Skrzeczynski), Славошевские (Slawoszewski, Slawuszewski), Сноповские (Snoposki, Snopowski), Скирмунты (Skirmunt, Skirmont),Соснковские (Sosnkowski), Сосновские (Sosnowski), Сосонко (Sosonko), Стачинские (Staczynski), Старжинские (Starzynski), Стеминские (Steminski), Стерпинские (Sterpinski), Стренковские (Strekowski), Стржалковские (Strzalkowski), Шишинские (Szyszynski), Свенцимские (Swiecimski), Тарговицкие (Targowicki), Тележинские (Telezynski), Томашкевичи (Tomaszkiewicz), Варденские (Wardeski, Wardenski), Вардынские (Wardynski), Вонглешинские (Wagleszynski), Вонсовские (Wasowski), Васучинские (Wasuczynski), Венглинские (Weglinski), Венецкие (Wieniecki), Вилямы (Wilam), Вланские (Wlanski), Вояржинские (Wojarzynski), Вольские (Wolski), Возуцинские (Вожучинские, Wozucinski, Wozuczynski), Высоцкие (Wysocki), Залеские (Zaleski), Жеромские (Zeromski), Журавицкие (Zorawicki, Zurawicki), Журавские (Zurawski).
Годземба изм.
Чемерманы (Czemerman), Цимерманы (Cimerman) , Зиммерманы (Zimmerman).
Годземба II
Штембарты (Sztembart, Sztembarth).

Юрий Лычковский в своем труде по геральдике в этот список добавляет еще один род:
```
Панкевичи (Pankiewicz).
```